# Qar (vizir)
Pour les articles homonymes, voir Qar (homonymie).
Qar est un vizir dans l'Égypte antique qui a vécu sous la VIe dynastie.
Qar est principalement connu grâce à son complexe funéraire découvert en 1995 à Abousir, par une expédition tchèque. Avant de devenir vizir, Qar occupait un poste mineur avec le titre de « Prêtre-ouâb ». Plus tard, il a été promu au poste de vizir et sa tombe a été agrandie. Une nouvelle fausse porte a été fabriquée avec les titres de vizir dessus. On connait peu de choses sur la vie de Qar, sauf qu'il a eu plusieurs fils : Qar, Senedjemib, Inti et Tjenti. Ces fils ont leurs propres tombes au nord de celle de leur père. Cependant, déjà dans les temps anciens, ces tombes ont été délibérément détruites. La décoration des chapelles a été brisée en petits morceaux. Il semble que certains des fils aient été victimes de luttes de pouvoir à la cour royale, mais la tombe du vizir n'a pas été touchée.